# Гептасульфид пентатулия
Гептасульфид пентатулия — бинарное неорганическое соединение
тулия и серы
с формулой Tm5S7,
кристаллы.

## Получение
- Нагревание стехиометрической смеси чистых веществ:

{\displaystyle {\mathsf {5Tm+7S\ {\xrightarrow {T}}\ Tm_{5}S_{7}}}}

## Физические свойства
Гептасульфид пентатулия образует кристаллы 
моноклинной сингонии, пространственная группа С 2/m, параметры ячейки a = 1,2628 нм, b = 0,3761 нм, c = 1,1462 нм, β = 104,82°, Z = 2,
структура типа гептасульфида пентаиттрия Y5S7
.
Сообщается о получении кристаллов состава Tm15S22
моноклинной сингонии, пространственная группа С 2/m, параметры ячейки a = 3,8395 нм, b = 0,38421 нм, c = 1,1141 нм, β = 91,02°, Z = 2
.